# 吉廷斯維爾 (印地安納州)
吉廷斯維爾（英語：Geetingsville）是位於美國印地安納州克林頓縣的一個非建制地區。該地的面積和人口皆未知。

## 地理
吉廷斯維爾的座標為40°24′59″N 86°28′07″W / 40.41639°N 86.46861°W，而該地的平均海拔高度為250米（即820英尺）。